# Milada Šubrtová
Milada Šubrtová (* 24. Mai 1924 in Lhota bei Kralovice; † 1. August 2011 in Prag) war eine tschechische Opernsängerin (Sopran).

## Leben
Šubrtová besuchte in Prag eine zweijährige Handelsschule, die sie 1941 abschloss; anschließend arbeitete sie als Sekretärin und Verwaltungsangestellte im Staatsdienst. Sie nahm privat Gesangsunterricht bei Zdeněk Knittl. 1946 wurde sie an die Staatsoper Prag engagiert, die damals den Namen Große Oper des 5. Mai trug. Dort debütierte sie als Giulietta in Hoffmanns Erzählungen. 1948 wurde sie Mitglied des Tschechischen Nationaltheaters in Prag. Dort war sie insgesamt 43 Jahre bis 1991 festes Ensemblemitglied.
Šubrtová sang anfangs zunächst kleine Rollen, übernahm jedoch sehr bald Hauptrollen. Ihr Repertoire reichte dabei von Partien des lyrisch-dramatischen Koloraturfachs bis hin zum jugendlich-dramatischen Sopranfach. Insgesamt sang Šubrtová im Laufe ihrer Karriere über 80 Sopranrollen. Sie sang die großen Sopranrollen der tschechischen Opernliteratur, so Marie in Die verkaufte Braut, die Titelrolle in Rusalka, die Titelrolle in Jenůfa, die Titelrolle in Das schlaue Füchslein, Emilia Marty in Die Sache Makropulos, Milada in Dalibor, die Ludiše in Die Brandenburger in Böhmen sowie die Titelrolle und die Krasava in Libuše. Im russischen Fach sang sie unter anderem die Tatjana in Eugen Onegin, die Lisa in Pique Dame und die Ljudmila in Ruslan und Ljudmila.
Außerdem interpretierte sie zahlreiche Partien aus der italienischen Opernliteratur; auch hier trat sie sowohl in Koloraturpartien als auch im dramatischen Fach auch. Zu ihren Rollen im italienischen Rollenfach gehörten: die Titelrolle in Norma, Gilda in Rigoletto, Violetta in La traviata, Abigaille in Nabucco, Lady Macbeth in Macbeth, Leonora in Der Troubadour, Elisabeth in Don Carlo, Mimì und Musetta in La Bohème, die Titelrolle in Madama Butterfly, die Floria Tosca in Tosca, die Titelrolle in Turandot und die Santuzza in Cavalleria rusticana. Im französischen Opernfach trat sie unter anderem als Micaëla in Carmen, als Marguerite in Faust, und in der Titelrolle der Oper Louise von Gustave Charpentier auf; die letztgenannte Koloraturpartie gehörte zu ihren besonderen Glanzrollen. In der Oper Hoffmanns Erzählungen gehörte sie zu den wenigen Sängerinnen, deren stimmtechnische Möglichkeiten es erlaubten, alle drei Frauenrollen (Olympia, Giulietta und Antonia) zu singen.
Häufig sang sie Rollen in Opern von Wolfgang Amadeus Mozart: Konstanze in Die Entführung aus dem Serail, Pamina in Die Zauberflöte, Fiordiligi in Così fan tutte und Donna Anna in Don Giovanni. Šubrtová übernahm auch Partien in deutschen Opern, die sie jedoch meistens in tschechischer Sprache sang, so unter anderem Agathe in Der Freischütz, Elsa in Lohengrin und Sieglinde in Die Walküre.
Šubrtová sang auch mehrere Partien in Operetten; insbesondere von Franz Lehár und Johann Strauss.
Šubrtová gastierte sie auch außerhalb der Tschechoslowakei. Sie sang unter anderem am Bolschoi-Theater in Moskau (Debüt 1953 als Rusalka), an der Staatsoper Berlin (1956) und am Teatro La Fenice in Venedig (1958). 1964 trat sie beim Edinburgh Festival als Milada in Dalibor auf.
Šubrtová trat auch umfangreich als Konzertsopranistin hervor; dabei beherrschte sie ein umfangreiches Repertoires, das Werke von Johann Sebastian Bach bis Benjamin Britten, Arthur Honegger und Carl Orff umfasste.
1966 wurde sie mit dem Titel „Verdiente Künstlerin der ČSSR“ ausgezeichnet. In Anerkennung ihrer künstlerischen Verdienste wurde sie 1975 zur „Nationalkünstlerin der ČSSR“ ernannt. Im Jahr 1999 wurde sie für ihr Lebenswerk mit dem tschechischen Thalia-Preis ausgezeichnet. Šubrtová war in zweiter Ehe seit 1965 mit dem tschechischen Dirigenten und Komponisten Jan Hus Tichý (1921–2000) verheiratet.

## Stimme und Tondokumente
Šubrtová besaß eine „strahlende Sopranstimme“ im Umfang von drei Oktaven. Ihre ausgezeichnete und sichere Technik, gepaart mit hoher Musikalität, ermöglichte es ihr, gleichzeitig Koloraturrollen und dramatische Partien zu übernehmen. Von Kritikern wurde immer wieder ihre hervorragende Schauspielkunst hervorgehoben.
Die Stimme von Milada Šubrtová ist auf zahlreichen Tondokumenten überliefert. Ihre Schallplattenaufnahmen erschienen hauptsächlich bei der tschechischen Schallplattenfirma Supraphon. Es existieren unter anderem Gesamtaufnahmen der Opern Rusalka (Titelrolle), Die Brandenburger in Böhmen (als Ludiše) und Libuše (als Krasava); außerdem Trionfo di Afrodite von Carl Orff. Ihre Aufnahme der Rusalka gilt als „legendär und unübertroffen“. Ihre Stimme ist auch in einem umfangreichen Solo-Recital überliefert; hier sang Šubrtová insbesondere auch Arien aus Opern, die sie auf der Bühne nicht interpretiert hatte. Bei Supraphon wurde mit Šubrtová auch eine Aufnahme der Böhmischen Weihnachtsmesse von Jakub Jan Ryba veröffentlicht.